# Lucian Burdujan
Lucian Burdujan (ur. 18 lutego 1984 w Piatra Neamț) – rumuński piłkarz, grający na pozycji napastnika.

## Kariera piłkarska
Wychowanek klubu Ceahlăul Piatra Neamț, w barwach którego w 2002 rozpoczął karierę piłkarską. W 2004 przeszedł do Rapidu Bukareszt, ale nie mógł grać regularnie w pierwszej jedenastce. Jego najlepszy moment w Rapidzie był pierwszym sezonie, kiedy udało mu się zdobyć 8 bramek. W sezonie 2006/07 doznał kontuzji, przez co stracił niemal cały sezon. Latem 2008 przeniósł się do FC Vaslui. Swoją pierwszą bramkę dla Vaslui zdobył przeciwko Neftçi PFK w Pucharze Intertoto. Na koniec sezonu 2008/09 był najlepszym strzelcem klubu we wszystkich rozgrywkach. Na początku 2011 został piłkarzem Steaui Bukareszt. 24 czerwca 2011 podpisał 2,5-letni kontrakt z Czornomorcem Odessa, w którym występował do 1 czerwca 2013. 7 listopada 2013 roku jako wolny agent podpisał kontrakt z Tawriją Symferopol. Ale już 23 kwietnia 2014 roku z powodu nieotrzymania przez dłuższy czas wypłaty anulował kontrakt z krymskim klubem. 18 września 2014 został piłkarzem Howerły Użhorod. Podczas przerwy zimowej sezonu 2014/15 opuścił zakarpacki klub.

### Kariera reprezentacyjna
W latach 2003–2005 bronił barw młodzieżowej reprezentacji Rumunii.

## Statystyki
| FC Vaslui                    | 08-09         | 5   | 2  | 0 | 0 | 4  | 2 | 9   | 4  |
| FC Vaslui                    | Razem         | 5   | 2  | 0 | 0 | 4  | 2 | 9   | 4  |
| Rapid Bukareszt              | 07-08         | 23  | 6  | 1 | 1 | 2  | 0 | 26  | 7  |
| Rapid Bukareszt              | 06-07         | 7   | 1  | 1 | 0 | 4  | 1 | 12  | 2  |
| Rapid Bukareszt              | 05-06         | 17  | 3  | 3 | 1 | 11 | 1 | 31  | 5  |
| Rapid Bukareszt              | 04-05         | 22  | 8  | 0 | 0 | 0  | 0 | 22  | 8  |
| Rapid Bukareszt              | Razem         | 69  | 18 | 5 | 2 | 17 | 2 | 91  | 22 |
| Ceahlăul                     | 03-04         | 24  | 7  | 0 | 0 | 0  | 0 | 24  | 7  |
| Ceahlăul                     | 02-03         | 19  | 1  | 0 | 0 | 0  | 0 | 19  | 1  |
| Ceahlăul                     | Razem         | 43  | 8  | 0 | 0 | 0  | 0 | 43  | 8  |
| Career Totals                | Career Totals | 117 | 28 | 5 | 2 | 21 | 4 | 143 | 34 |
| Last updated August 28, 2008 |               |     |    |   |   |    |   |     |    |

## Sukcesy i odznaczenia

### FC Rapid Bukareszt
- Puchar Rumunii
  - Zwycięstwo: 2006, 2007
- Liga I
  - drugie miejsce: 2006
- Superpuchar Rumunii
  - drugie miejsce: 2006, 2007

### FC Vaslui
- Puchar Intertoto
  - 1. miejsce: 2008